# Operació Moisès
L'Operació Moisès (en hebreu: מִבְצָע מֹשֶׁה‎, Mivtza Moshe) va ser l'evacuació d'emergència de la comunitat de jueus etíops (coneguts com a Beta Israel o Falash Mura) del Sudan durant la Segona Guerra Civil sudanesa cap a Israel.

## Història
L'operació, que porta el nom de la figura bíblica de Moisès, va ser un esforç coordinat entre les Forces de Defensa d'Israel, el Mossad, l'Agència Central d'Intel·ligència, l'ambaixada dels Estats Units d'Amèrica (EUA) a Khartum, mercenaris i les forces de seguretat del Sudan.
Després d'una reunió secreta del govern israelià el novembre de 1984, es va prendre la decisió de du a terme l'Operació Moisès. A partir del 21 de novembre de 1984, es va iniciar el trasllat aeri, per part de Trans European Airways, d'uns 8.000 jueus etíops des del Sudan a través de Brussel·les vers Israel, fins al 5 de gener de 1985.
Durant aquestes set setmanes, més de 30 vols van portar a Israel aproximadament 200 jueus etíops per trajecte. Trans European Airways havia operat anteriorment al Sudan amb musulmans que feien el pelegrinatge a la Meca, de manera que l'ús de dels seus avions era una solució lògica per a aquesta operació encoberta pel fet que no despertaria sospites per part de les autoritats aeroportuàries. Abans d'aquesta operació, hi havia aproximadament 250 immigrants etíops a Israel. Milers de Beta Israel havien fugit d'Etiòpia a peu cap als camps de refugiats del Sudan, una travessa que acostumava a durar entre dues setmanes i un mes. Es calcula que fins a 4.000 van morir durant al llarg del camí, a causa de la violència i la malaltia. El Sudan va permetre secretament a Israel evacuar els refugiats.
L'Operació Moisès va acabar el divendres 5 de gener de 1985, després que el primer ministre israelià, Ximon Peres, celebrés una conferència de premsa confirmant l'operació. Una vegada que la història va aparèixer als mitjans de comunicació, els països àrabs van pressionar el Sudan perquè aturés el pont aeri. Dels 1.000 jueus etíops que es van quedar enrere, aproximadament 500 van ser evacuats després en l'Operació Josuè dirigida pels EUA. Més de 1.000 anomenats «orfes de circumstància» van viure a Israel, infants separats de les seves famílies romanents a l'Àfrica, fins que cinc anys després, l'Operació Salomó va traslladar 14.324 jueus més a Israel el 1991.
El 14 de novembre de 2010, el govern israelià va aprovar un pla per permetre que 8.000 jueus etíops addicionals emigressin a Israel. El 2015 es va informar que el nombre de jueus a Etiòpia era de 4.000. El 16 de novembre de 2015, el govern israelià va decidir de permetre que l'últim grup de Falash Mura emigrés durant els següents cinc anys, tot i que la seva acceptació estaria condicionada a un procés de conversió al judaisme reeixit, segons el Ministeri de l'Interior d'Israel. L'abril de 2016, es va anunciar que un total de 10.300 persones s'inclourien a l'última ronda d'Aliyà durant els 5 anys següents.
L'Operació Moisès va ser objecte d'una pel·lícula titulada Va, vis et deviens, dirigida per Radu Mihăileanu. L'argument se centra en un nen etíop la mare cristiana del qual el fa passar per jueu perquè pugui emigrar a Israel per a escapar de la fam que assola Etiòpia. Va guanyar el 2005 el premi a la millor pel·lícula al Festival Internacional de Cinema de Copenhaguen. La pel·lícula The Red Sea Diving Resort, de 2019, es basa en els esdeveniments de l'operació Moisès i l'Operació Josuè.